# Proclamation de Moncalieri
La Proclamation de Moncalieri est le manifeste par lequel Victor-Emmanuel II succède à son père Charles-Albert de Savoie, après la défaite de Novare. Il se tourne vers les électeurs du royaume de Sardaigne espérant qu’ils s'expriment favorablement pour la ratification du traité de paix avec l’Empire austro-hongrois.

## Première proclamation
Depuis la promulgation du Statut albertin, le roi a la faculté d'entamer des négociations diplomatiques grâce à son gouvernement et de signer un armistice ou un traité de paix, bien que la promulgation de ceux-ci soient suspendus jusqu'à la promulgation finale par le Parlement. L'opposition de la Chambre des députés à ratifier l'armistice conduit le roi à la dissoudre le 3 juillet 1849 et entamer une première proclamation à Moncalieri, plus connue comme « Proclamation de la convalescence » dans laquelle il déclare la nécessité d'accepter « le moindre mal ». Il s'adresse à ses sujets pour sauver les institutions constitutionnelles voulues par son père. Le résultat est cependant décevant : seule la moitié des inscrits votent et le nouveau Parlement est encore moins d'accord que le précédent, en raison du manque de modérés, à négocier une solution à la défaite militaire avec l'Autriche.

## Seconde proclamation
Après la conclusion du traité de paix de Milan, le 6 août 1849, qui prévoit une occupation partielle du Piémont oriental par les Autrichiens et un fort désarmement de l’armée piémontaise, la tension avec la Chambre des députés est élevée. Le président du Conseil Massimo d'Azeglio incite le roi à procéder à une dissolution, justifiée par une seconde proclamation le 20 novembre 1849, connue dans l'Histoire comme « Proclamation de Moncalieri», avec laquelle Victor-Emmanuel II intervient directement dans le débat politique soutenant fortement le choix dans lequel il s'est engagé sur le plan international. Cette fois, il réussit dans son intention de rendre la Camera plus docile et l'élection du 9 décembre obtient une bonne participation avec un succès des candidats gouvernementaux. 
À la suite d'un incendie le 5 avril 2008, la pièce, où a été signée la Proclamation de Moncalieri par Victor-Emmanuel II, a été irrémédiablement endommagée. Le document original a été transféré depuis aux Archives de l’État.